# Cicely Courtneidge

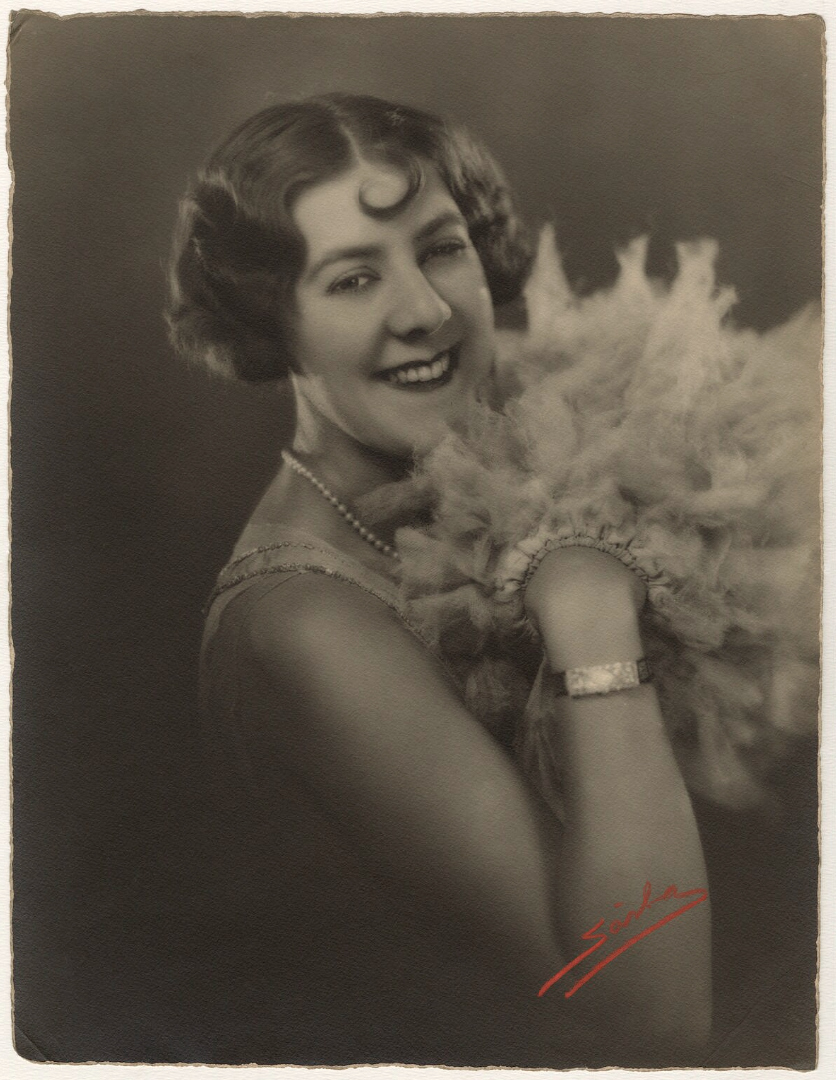
Cicely Courtneidge (1925)

Dame Esmeralda Cicely Courtneidge DBE (* 1. April 1893 in Sydney, Australien; † 26. April 1980 in London-Putney) war eine britische Schauspielerin bei Bühne, Film und Fernsehen.

## Leben und Wirken
Die Tochter eines Schauspieler-Ehepaars wurde während einer Theatertournee ihres Vaters Robert Courtneidge (1859–1939) in Australien geboren. Ein Jahr später (1894) kehrte die Familie nach England heim. Dort und in der Schweiz ging Cicely zur Schule, ehe sie im zarten Alter von 14 Jahren ihren Einstand auf der Bühne gab. Der Versuch, sich nahezu zeitgleich an der Royal Academy of Music zur Pianistin fortzubilden, war von keinem Erfolg gekrönt. Anfänglich wurde die Jungmimin im Fach der Munteren und Naiven besetzt. Robert Courtneidge promotete kräftig die Karriere seiner Tochter, sodass sie, noch immer nicht volljährig, bereits zu Beginn der 1910er Jahre mit Hauptrollen bedacht wurde. Regelmäßig war sie in diesen Jahren in Aufführungen mit ihrem Vater an der Spitze der Besetzungsliste zu sehen. 1913 wirkte sie in dem Musiklustspiel “The Pearl Girl” an der Seite des Nachwuchskünstlers Jack Hulbert mit, der 1916 ihr Ehemann werden sollte. Die Ehe hielt 62 Jahre lang, bis zu Hulberts Tod, und galt als überaus glücklich. Hulbert und Courtneidge wirkten in den kommenden Jahrzehnten gemeinsam in einer Fülle von Theaterproduktionen mit und traten auch in zahlreichen Filmen, vor allem der 1930er Jahre, gemeinsam vor die Kamera.
Erfolge feierte das Ehepaar speziell in Revuen, in denen Courtneidge ihr Showtalent unter Beweis stellen konnte, während Hulbert für den Humor verantwortlich zeichnete. Ihre Darstellungsweise wurde als „überschwänglich“, als „übersprudelnd“ gepriesen, Courtneidge trat aber auch in klassischen Theaterstücken auf. Nachdem Hulbert und seine Frau 1925 auch den Broadway in New York erobert hatten, schwärmte die Presse von ihrer Show und bezeichnete diese als „betörend“ und „verführerisch“. Die 1930er Jahre waren stark von ihrer und Hulberts Filmtätigkeit geprägt, während sich Cicely Courtneidge zur Zeit des Zweiten Weltkriegs ganz auf die Theaterarbeit konzentrierte und verstärkt an Truppenbetreuungsprogrammen teilnahm. Musikrevuen und Komödien bestimmten auch hier ihr Repertoire. Vor allem in den 1950er Jahren wirkte die Künstlerin nun auch im klassischen Sprechtheater mit, und man sah Cicely Courtneidge in Aufführungen von The Joy of Living (1955), The Star Maker, The Bride and the Bachelor (beides 1956) und Fool's Paradise (1959). 
Im darauf folgenden Jahrzehnt kehrte Cicely Courtneidge, die seit 1949 auch immer mal wieder in Fernsehspielen mitgewirkt hatte, sporadisch auch vor Filmkameras zurück. Als alternde Lesbe Mavis in der Romanverfilmung Das indiskrete Zimmer konnte sie 1962 in der Times eine ausgezeichnete Kritik für sich verbuchen. 1967 feierte das Ehepaar Courtneidge/Hulbert ihre Londoner Abschiedsvorstellung mit dem Stück Dear Octopus am Haymarket Theatre, ging aber 1970 gemeinsam noch einmal auf Bühnentournee nach Südafrika (Kapstadt). Zwei Jahre darauf traten Jack Hulbert und Cicely Courtneidge das letzte Mal gemeinsamen einem Film auf: In der Komödienverfilmung Nicht jetzt, Liebling spielten die beiden rund 80-jährigen – natürlich – ein Ehepaar. Während einer Royal Performance zu Ehren des 25-jährigen Thronbesteigungsjubiläums von Königin Elisabeth II. beendete die 1972 in den Adelsstand erhobene Dame Cicely Courtneidge Mitte 1977 an der Seite der berühmten Kolleginnen Ingrid Bergman, Wendy Hiller und Flora Robson nach 70 Jahren ihre Schauspielkarriere. Sie wurde im Golders Green Crematorium in London eingeäschert, wo sich auch seine Asche befindet.

## Filmografie (Auswahl)
- 1930: Elstree Calling
- 1931: The Ghost Train
- 1932: Happy Ever After
- 1932: Jack’s the Boy
- 1933: Falling for You
- 1933: Soldiers of the King
- 1933: Aunt Sally
- 1934: Things Are Looking Up
- 1935: Me and Marlborough
- 1935: The Perfect Gentleman
- 1936: Everybody Dance
- 1937: Take My Tip
- 1940: Under Your Hat
- 1949: Under the Counter (Fernsehfilm)
- 1949: Her Excellency (Fernsehfilm)
- 1952: Gay‘s the Word
- 1955: Miss Tulip Stays the Night
- 1960: Das Spinngewebe (The Spider’s Web)
- 1962: Das indiskrete Zimmer (The L-Shaped Room)
- 1964: Die tollkühnen Männer in ihren fliegenden Kisten (Those Magnificent Men in Their Flying Machines)
- 1964–65: Compact (Fernsehserie)
- 1966: Letzte Grüße von Onkel Joe (The Wrong Box)
- 1969: Nichts als Ärger im Depot (On the Buses) (Fernsehserie)
- 1973: Nicht jetzt, Liebling (Not Now Darling)